# WTA Elite Trophy 2019
|  | Aquest article tracta sobre el torneig de la WTA. Si cerqueu el torneig de l'ATP, vegeu «Huajin Securities Zhuhai Championships 2019». |

El Hengqin Life WTA Elite Trophy Zhuhai 2019, és un esdeveniment de tennis femení que va reunir dotze tennistes individuals i sis parelles. La quarta edició del torneig es va disputar entre el 22 i el 27 d'octubre de 2019 sobre pista dura interior al Hengqin International Tennis Center de Zhuhai, Xina.
La tennista belarussa Arina Sabalenka va guanyar el tercer títol individual de la temporada, curiosament, tots tres a la Xina.

## Format
En categoria individual es van escollir les onze millors tennistes segons els rànquing WTA que no es van classificar pel torneig WTA Finals 2018 i una tennista convidada per l'organització del torneig. Les dues tennistes suplents classificades pel WTA Finals 2018 podien participar igualment en aquest torneig inclús en el cas que haguessin jugat algun partit. Les dotze tennistes es van dividir en quatre grups de tres tennistes per disputar una fase inicial en format Round Robin. Les quatre tennista millors classificades d'aquesta fase es van classificar per semifinals, i les dues guanyadores es van enfrontar en la final.
En cas dels dobles, dues parelles formades per tennista que no van competir en WTA Finals 2018, ja sigui individuals o dobles, i dues parelles més formades per tennistes que no van competir en el WTA Finals 2018 però amb almenys una de les tennistes classificades per aquest torneig en categoria individual, i pel qual es va combinar el rànquing individual i de dobles per obtenir l'ordre final d'acceptació. Finalment es van convidar dues parelles més per part de l'organització. Es van dividir en dos grups de tres parelles, i les dues guanyadores d'aquesta fase es van classificar directament per la final.
La classificació en la fase Round Robin es va determinar pel nombre de victòries, nombre de partits disputats i enfrontaments directes. En cas de d'empat, es comprovava el percentatge de sets guanyats i llavors el percentatge de jocs guanyats.

## Individual

### Classificació
| CS    | Rq | Tennista                  | Grand Slam | Grand Slam | Grand Slam | Grand Slam | Premier Mandatory | Premier Mandatory | Premier Mandatory | Premier Mandatory | Millors Premier 5 | Millors Premier 5 | Altres millors resultats | Altres millors resultats | Altres millors resultats | Altres millors resultats | Altres millors resultats | Altres millors resultats | Punts | Torn. |
| ----- | -- | ------------------------- | ---------- | ---------- | ---------- | ---------- | ----------------- | ----------------- | ----------------- | ----------------- | ----------------- | ----------------- | ------------------------ | ------------------------ | ------------------------ | ------------------------ | ------------------------ | ------------------------ | ----- | ----- |
| CS    | Rq | Tennista                  | AUS        | RG         | WIM        | USO        | INW               | MIA               | MAD               | PEQ               | 1                 | 2                 | 1                        | 2                        | 3                        | 4                        | 5                        | 6                        | Punts | Torn. |
| −     | 9  | Serena Williams           | QF 430     | R32 130    | F 1300     | F 1300     | R32 65            | R32 65            | A 0               | A 0               | F 585             |                   |                          |                          |                          |                          |                          |                          | 3.935 | 8     |
| 1     | 10 | Kiki Bertens              | R64 70     | R64 70     | R32 130    | R32 130    | R16 120           | R16 120           | G 1000            | SF 390            | SF 350            | R16 105           | G 470                    | SF 185                   | SF 185                   | SF 185                   | F 180                    | F 180                    | 3.870 | 25    |
| −     | 11 | Johanna Konta             | R64 70     | SF 780     | QF 430     | QF 430     | R32 65            | R54 35            | R32 65            | A 0               | F 585             |                   | F 180                    |                          |                          |                          |                          |                          | 2.879 | 16    |
| 2     | 12 | Sofia Kenin               | R64 70     | R16 240    | R64 70     | R32 130    | R64 35            | R64 10            | R64 10            | R16 120           | SF 350            | SF 350            | G 280                    | G 280                    | G 280                    | F 180                    | R16 105                  | R16 105                  | 2.615 | 23    |
| 3     | 13 | Madison Keys              | R16 240    | QF 430     | R64 70     | R16 240    | R64 10            | R64 10            | R64 10            | R32 65            | G 900             |                   | G 470                    | QF 100                   |                          |                          |                          |                          | 2.607 | 14    |
| 4     | 14 | Arina Sabalenka           | R32 130    | R64 70     | R128 10    | R64 70     | R16 120           | R64 10            | R64 10            | R32 10            | G 900             | R16 105           | F 305                    | G 280                    | SF 185                   | SF 110                   | R16 105                  | QF 100                   | 2.520 | 23    |
| 5     | 15 | Petra Martić              | R32 130    | QF 430     | R16 240    | R16 240    | R128 10           | R64 35            | QF 215            | R64 10            | QF 190            |                   | F 305                    | G 280                    | SF 185                   | SF 185                   |                          |                          | 2.458 | 17    |
| −     | 16 | Markéta Vondroušová       | R64 70     | F 1300     | R128 10    | A 0        | QF 215            | QF 215            | A 0               | A 0               | QF 190            |                   | F 180                    | F 180                    |                          |                          |                          |                          | 2.390 | 9     |
| −     | 17 | Angelique Kerber          | R16 240    | R128 10    | R64 70     | R128 10    | F 650             | R32 65            | R32 65            | R32 65            | R16 105           |                   | F 305                    | SF 185                   | SF 185                   | SF 110                   | SF 110                   | QF 100                   | 2.276 | 20    |
| 6     | 18 | Elise Mertens             | R32 130    | R32 130    | R16 240    | QF 430     | R32 65            | R32 65            | R64 10            | R32 65            | R32 60            | R32 60            | G 470                    | SF 185                   | QF 100                   |                          |                          |                          | 2.190 | 25    |
| 7     | 19 | Alison Riske              | R128 10    | R128 10    | QF 430     | R64 70     | R128 10           | R64 35            | R64 10            | R16 120           | F 585             | R16 105           | G 280                    | F 180                    | G 140                    |                          |                          |                          | 2.185 | 23    |
| 8     | 20 | Donna Vekić               | R64 70     | R16 240    | R128 10    | QF 430     | R64 10            | R32 65            | R16 120           | R64 10            | R16 105           | R32 60            | F 305                    | SF 185                   | SF 185                   | F 180                    | SF 110                   | QF 100                   | 2.185 | 22    |
| −     | 21 | Amanda Anisimova          | R16 240    | SF 780     | R64 70     | A 0        | R64 35            | R64 35            | Q1 2              | R64 10            | R32 60            | R32 60            | G 280                    | QF 100                   |                          |                          |                          |                          | 1.794 | 15    |
| 9     | 22 | Maria Sakkari             | R32 130    | R64 70     | R32 130    | R32 130    | R128 10           | R64 35            | R64 10            | A 0               | SF 380            | QF 190            | G 280                    | SF 185                   | QF 100                   |                          |                          |                          | 1.741 | 22    |
| −     | 23 | Sloane Stephens           | R16 240    | QF 430     | R32 130    | R128 10    | R64 10            | R32 65            | SF 390            | R32 65            | R16 105           | R16 105           | QF 100                   |                          |                          |                          |                          |                          | 1.738 | 19    |
| 10    | 24 | Dayana Yastremska         | R32 130    | R128 10    | R16 240    | R32 130    | R128 10           | R64 35            | R64 10            | R32 65            | QF 190            | R16 105           | G 280                    | G 280                    |                          |                          |                          |                          | 1.720 | 23    |
| −     | 25 | Anett Kontaveit           | R64 70     | R128 10    | R32 130    | R32 130    | R16 120           | SF 390            | R64 10            | A 0               | R16 105           | R16 105           | F 305                    | QF 100                   |                          |                          |                          |                          | 1.675 | 17    |
| 11    | 26 | Karolína Muchová          | R128 40    | R64 70     | QF 430     | R32 130    | A 0               | R64 65            | A 0               | R64 10            |                   |                   | G 280                    | SF 185                   | F 180                    | QF 125                   |                          |                          | 1.624 | 14    |
| S1    | 27 | Anastasija Sevastova      | R16 240    | R16 240    | R64 70     | R32 130    | R32 65            | R32 65            | R16 120           | R64 10            |                   |                   | G 280                    | SF 110                   | QF 100                   | QF 100                   |                          |                          | 1.617 | 24    |
| −     | 28 | Julia Görges              | R128 10    | R128 10    | R32 130    | R16 240    | R32 65            | R32 65            | R64 10            | R64 10            | R32 60            | R32 60            | F 305                    | G 280                    | F 180                    | QF 100                   |                          |                          | 1.610 | 21    |
| −     | 29 | Wang Qiang                | R32 130    | R64 70     | R32 130    | QF 430     | R16 120           | QF 215            | R64 10            | R64 10            | R16 105           |                   | SF 110                   |                          |                          |                          |                          |                          | 1.563 | 20    |
| S2    | 30 | Anastassia Pavliutxénkova | QF 430     | R128 10    | R128 10    | R64 70     | R64 10            | R64 10            | R64 10            | R32 65            | R32 60            |                   | F 305                    | F 305                    | QF 100                   |                          |                          |                          | 1.560 | 22    |
| 12/WC | 40 | Zheng Saisai              | R128 10    | R128 10    | R128 10    | R128 10    | R128 10           | R128 10           | R16 120           | R16 120           | R32 60            | R32 60            | G 470                    | G 160                    | QF 100                   |                          |                          |                          | 1.355 | 26    |

### Fase grups

#### Grup Azalea
|    |                   | K. Bertens  | D. Vekić    | D. Yastremska | V − D | Partits | Jocs  | Pos. |
| 1  | Kiki Bertens      |             | 7−6(5), 6−2 | 6−4, 6−3      | 2−0   | 4−0     | 25−15 | 1    |
| 8  | Donna Vekić       | 6−7(5), 2−6 |             | 6−7(5), 2−6   | 0−2   | 0−4     | 16−26 | 3    |
| 10 | Dayana Yastremska | 4−6, 3−6    | 7−6(5), 6−2 |               | 1−1   | 2−2     | 20−20 | 2    |

#### Grup Camèlia
|    |                  | S. Kenin      | A. Riske      | K. Muchová    | V − D | Partits | Jocs  | Pos. |
| 2  | Sofia Kenin      |               | 6−4, 6−4      | 4−6, 6−4, 3−6 | 1−1   | 3−2     | 25−24 | 2    |
| 7  | Alison Riske     | 4−6, 4−6      |               | 6−2, 2−6, 5−7 | 0−2   | 1−4     | 21−27 | 3    |
| 11 | Karolína Muchová | 6−4, 4−6, 6−3 | 2−6, 6−2, 7−5 |               | 2−0   | 4−2     | 31−26 | 1    |

#### Grup Orquídia
|       |              | M. Keys  | P. Martić | S. Zheng | V − D | Partits | Jocs  | Pos. |
| 3     | Madison Keys |          | 6−3, 6−4  | 4−6, 2−6 | 1−1   | 2−2     | 18−19 | 3    |
| 5     | Petra Martić | 3−6, 4−6 |           | 6−4, 6−3 | 1−1   | 2−2     | 19−19 | 2    |
| 12/WC | Zheng Saisai | 6−4, 6−2 | 4−6, 3−6  |          | 1−1   | 2−2     | 19−18 | 1    |

#### Grup Rosa
|   |                 | A. Sabalenka  | E. Mertens    | M. Sakkari    | V − D | Partits | Jocs  | Pos. |
| 4 | Arina Sabalenka |               | 6−4, 3−6, 7−5 | 6−3, 6−4      | 2−0   | 4−1     | 28−22 | 1    |
| 6 | Elise Mertens   | 4−6, 6−3, 5−7 |               | 6−2, 3−6, 6−1 | 1−1   | 3−3     | 30−25 | 2    |
| 9 | Maria Sakkari   | 3−6, 4−6      | 2−6, 6−3, 1−6 |               | 0−2   | 1−4     | 16−27 | 3    |

### Fase final
|  | Semifinals | Semifinals      | Semifinals      | Semifinals | Semifinals |                  |   | Final        | Final | Final | Final | Final |
|  |            |                 |                 |            |            |                  |   |              |       |       |       |       |
|  | 1          | Kiki Bertens    | 2               | 6          | 6          |                  |   |              |       |       |       |       |
|  | 12/WC      | Zheng Saisai    | 6               | 3          | 4          |                  |   |              |       |       |       |       |
|  | 12/WC      | Zheng Saisai    | 6               | 3          | 4          |                  | 1 | Kiki Bertens | 4     | 2     |       |       |
|  |            |                 |                 |            |            |                  | 1 | Kiki Bertens | 4     | 2     |       |       |
|  |            | 4               | Arina Sabalenka | 6          | 6          |                  |   |              |       |       |       |       |
|  | 11         | 4               | Arina Sabalenka | 6          | 6          | Karolína Muchová | 5 | 64           |       |       |       |       |
|  | 11         |                 |                 |            |            | Karolína Muchová | 5 | 64           |       |       |       |       |
|  | 4          | Arina Sabalenka | 7               | 7          |            |                  |   |              |       |       |       |       |

## Dobles

### Caps de sèrie
| CS   | Tennistes           | Tennistes       | Rànquing |
| ---- | ------------------- | --------------- | -------- |
| 1    | Duan Yingying       | Yang Zhaoxuan   | 58       |
| 2    | Liudmila Kitxenok   | Andreja Klepač  | 66       |
| 3    | Darija Jurak        | Alicja Rosolska | 67       |
| 4    | Oksana Kalashnikova | Sofia Kenin     | 99       |
| 5/WC | Jiang Xinyu         | Tang Qianhui    |          |
| 6/WC | Wang Xinyu          | Zhu Lin         |          |

### Fase grups

#### Grup Lliri
| CS   | Tennistes                    | Y. Duan Z. Yang  | D. Jurak A. Rosolska | X. Wang L. Zhu   | V − D | Sets | Jocs  | Pos. |
| 1    | Duan Yingying Yang Zhaoxuan  |                  | 6−1, 1−6, [10−7]     | 3−6, 6−3, [10−8] | 2−0   | 4−2  | 18−16 | 1    |
| 3    | Darija Jurak Alicja Rosolska | 1−6, 6−1, [7−10] |                      | 6−2, 3−6, [6−10] | 0−2   | 2−4  | 16−17 | 3    |
| 6/WC | Wang Xinyu Zhu Lin           | 6−3, 3−6, [8−10] | 2−6, 6−3, [10−6]     |                  | 1−1   | 3−3  | 18−19 | 2    |

#### Grup Buguenvíl·lea
| CS   | Tennistes                        | L. Kitxenok A. Klepač | O. Kalashnikova S. Kenin | X. Jiang Q. Tang | V − D | Sets | Jocs  | Pos. |
| 2    | Liudmila Kitxenok Andreja Klepač |                       | 2−6, 6−4, [11−9]         | 2−6, 6−4, [10−6] | 2−0   | 4−2  | 18−20 | 1    |
| 4    | Oksana Kalashnikova Sofia Kenin  | 6−2, 4−6, [9−11]      |                          | 2−6, 6−4, [7−10] | 0−2   | 2−4  | 18−20 | 3    |
| 5/WC | Jiang Xinyu Tang Qianhui         | 6−2, 4−6, [6−10]      | 6−2, 4−6, [10−7]         |                  | 1−1   | 3−3  | 21−17 | 2    |

### Fase final
| Final |                                  |   |   |  |
|       |                                  |   |   |  |
| 1     | Duan Yingying Yang Zhaoxuan      | 3 | 3 |  |
| 2     | Liudmila Kitxenok Andreja Klepač | 6 | 6 |  |